# Morning After Dark
Morning After Dark è un brano musicale di Timbaland cantato con la collaborazione della cantante francese SoShy e della cantante canadese, di origini portoghesi, Nelly Furtado. È il primo singolo estratto dall'album di Timbaland Shock Value II.
Una versione del brano che non conteneva la parte di Nelly Furtado è stata presentata in anteprima durante lo show radiofonico On Air with Ryan Seacrest il 16 ottobre 2009. Successivamente, è stato confermato che nella versione definitiva il brano presenta un ulteriore versetto di Nelly Furtado.

## Video
Il video musicale è diretto da Paul Coy Allen e prodotto da Melissa Larsen, ed è stato trasmesso in anteprima assoluta il 22 novembre 2009 sul sito ufficiale di Timbaland. Una ragazza percorre le strade di un quartiere, pedinata da due misteriosi vampiri.

## Versioni ufficiali
- Morning After Dark (featuring SoShy) — 4:02
- Morning After Dark (featuring SoShy & Nelly Furtado) — 3:53

## Tracce
UK CD Single
1. Morning After Dark (featuring Nelly Furtado & SoShy) — 3:53
2. Morning After Dark (Chew Fu 2016 B-Boy Fix Remix) — 5:03

UK digital single
1. Morning After Dark (Manhattan Clique Main) — 3:28
2. Morning After Dark (Chew Fu 2016 B-Boy Fix Remix) — 5:02
3. Morning After Dark (Moto Blanco Radio) — 3:47

Digital download, US version
1. Morning After Dark (featuring SoShy) — 4:02

Digital download, International version
1. Morning After Dark (featuring Nelly Furtado & SoShy) — 3:53

US dance remixes
1. Morning After Dark (Chris Lake Remix) — 3:28
2. Morning After Dark (Kaskade Remix) — 3:47
3. Morning After Dark (Feed Me Remix) — 4:53
4. Morning After Dark (Chew Fu 2016 B-Boy Fix Remix) — 5:03

## Classifiche
| Classifica (2009-10) | Posizione massima |
| -------------------- | ----------------- |
| Australia            | 19                |
| Austria              | 12                |
| Belgio (Fiandre)     | 23                |
| Belgio (Vallonia)    | 53                |
| Bulgaria             | 1                 |
| Canada               | 8                 |
| Danimarca            | 19                |
| Finlandia            | 12                |
| Francia              | 13                |
| Germania             | 6                 |
| Irlanda              | 11                |
| Norvegia             | 13                |
| Paesi Bassi          | 17                |
| Stati Uniti          | 61                |
| Svezia               | 6                 |
| Svizzera             | 20                |